# Marina de Van

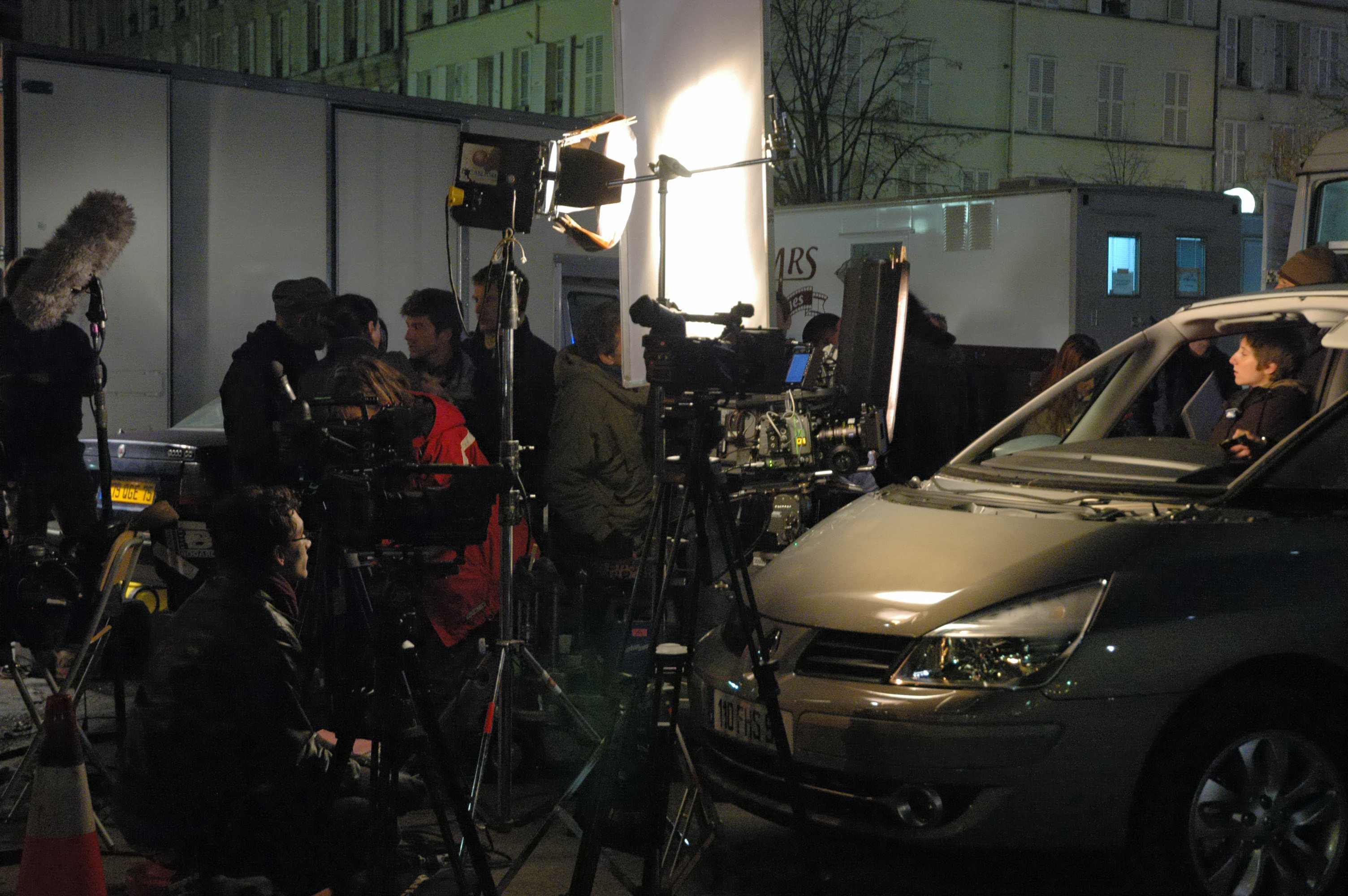
Filmtagning 2007

Marina de Van, född 2 augusti 1971, är en fransk skådespelare, författare och regissör. Hon medverkar bland annat i filmerna Sitcom, 8 Kvinnor och In my skin.

## Filmografi (urval)

### Manus
- 2000 - Under sanden
- 2001 - 8 kvinnor